# Kongsgårde
Kongsgårde er en landsby på Helgenæs i Syddjurs Kommune. Kongsgårde er beliggende på den nordlige del af Helgenæs og ligger ved Begtrup Vig, der er en vig i Aarhus Bugt. Landsbyen hører til Helgenæs Sogn.
Den eneste dagligvareforretning på Helgenæs, Dagli'Brugsen, er beliggende i Kongsgårde.

## Kongsgårde Bro
Landsbyen var oprindeligt kendt som Kongsgårde Ladeplads, der var en henvisning til aktiviteterne omkring landsbyens anløbsbro. Det første forsøg på regelmæssig skibstrafik til blandt andet Aarhus blev gennemført i 1866, men måtte lukke året efter. I 1877 blev ”Aarhuus–Bugtens–Dampskibs-Selskab" stiftet og anløbsbroen, der i dag er kendt som Kongsgårde Bro, blev renoveret til den nye trafik med dampskibe på Aarhus Bugt. Selskabet sejlede frem til 1936, hvor det gik konkurs. Fra 1920 var der dog blevet etableret et nyt selskab, som drev person- og fragttransport mellem Helgenæs og Aarhus. Denne trafik fungerede frem til 1970'erne, hvor konkurrencen fra privatbilismen blev for stor.